# Guilherme Siqueira
Guilherme Magdalena Siqueira (Florianópolis, 28 aprile 1986) è un ex calciatore brasiliano, di ruolo difensore o centrocampista.

## Biografia
È in possesso del passaporto italiano e, dal 2013, anche di quello spagnolo.

## Caratteristiche tecniche
Giocava come terzino sinistro o centrocampista sinistro. Il suo piede preferito era il sinistro.

## Carriera

### Inter e Lazio
Nel 2004 è stato acquistato dall'Inter che, durante il mercato invernale della stagione 2005-2006, lo ha ceduto in prestito con diritto di riscatto per la comproprietà alla Lazio nell'ambito dell'affare che ha portato il brasiliano César in maglia nerazzurra. Con le due compagini non ha disputato alcun incontro.

### Udinese
Dall'agosto del 2006 indossa la maglia dell'Udinese, che ha acquistato dall'Inter metà del suo cartellino. Con i bianconeri nella stagione 2006-2007 ha disputato 16 incontri, esordendo in Serie A il 10 settembre 2006 nella partita Messina-Udinese (1-0).
La comproprietà è stata rinnovata anche per la stagione 2007-2008, in cui scende in campo in poche occasioni.

### Ancona
Nell'ultimo giorno di mercato dell'estate 2008 viene ceduto in prestito secco all'Ancona, squadra neopromossa in Serie B.
Con i Dorici segna la prima rete tra i professionisti, nella vittoria casalinga contro il Mantova.

### Ritorno all'Udinese
Il 26 giugno 2009 l'Udinese non lo riscatta dall'Inter, ma ne acquisisce ugualmente il cartellino. Durante tutta la stagione 2009-2010 resta ad Udine, dove viene utilizzato poco dallo staff tecnico friulano, collezionando 3 presenze in campionato.

### Granada
Nel mercato estivo del 2010 l'Udinese lo manda in prestito al Granada, squadra satellite spagnola dei Pozzo che milita in Segunda División. Diventa quindi titolare nell'undici dei Los rojiblancos, disputando 28 partite durante la stagione 2010-2011 e conquistando la promozione nella Liga.
Il 30 giugno 2011 ha firmato un contratto quadriennale con il Granada, diventando quindi, a tutti gli effetti, un giocatore andaluso.
Il 23 marzo 2012 mette a segno la sua prima doppietta in Primera Division, nientemeno che al Camp Nou, nella partita conclusasi 5-3 a favore dei padroni di casa del Barcellona. Al termine della stagione viene inserito dalla UEFA tra le rivelazioni della Liga.

### Prestito al Benfica
Il 2 settembre 2013 passa in prestito oneroso al Benfica per un milione di euro, con riscatto fissato ad otto milioni.

### Atletico Madrid
Il 6 giugno 2014 per 10 milioni di euro viene acquistato dall'Atlético Madrid, con cui firma un contratto quadriennale.
Nell'estate del 2015 è molto vicino al passaggio alla Juventus, ma alla fine i bianconeri optano per il brasiliano Alex Sandro per il quale il Porto abbassa le richieste iniziali data la volontà del giocatore di non rinnovare con i lusitani.

## Statistiche

### Presenze e reti nei club
| Stagione               | Squadra                | Campionato             | Campionato | Campionato | Coppe nazionali | Coppe nazionali | Coppe nazionali | Coppe europee | Coppe europee | Coppe europee | Altre coppe | Altre coppe | Altre coppe | Totale | Totale |
| Stagione               | Squadra                | Comp                   | Pres       | Reti       | Comp            | Pres            | Reti            | Comp          | Pres          | Reti          | Comp        | Pres        | Reti        | Pres   | Reti   |
| ---------------------- | ---------------------- | ---------------------- | ---------- | ---------- | --------------- | --------------- | --------------- | ------------- | ------------- | ------------- | ----------- | ----------- | ----------- | ------ | ------ |
| 2005-gen. 2006         | Inter                  | A                      | 0          | 0          | CI              | 0               | 0               | UCL           | 0             | 0             | SI          | -           | -           | 0      | 0      |
| gen.-giu. 2006         | Lazio                  | A                      | 0          | 0          | CI              | 0               | 0               | -             | -             | -             | -           | -           | -           | 0      | 0      |
| 2006-2007              | Udinese                | A                      | 16         | 0          | CI              | 0               | 0               | -             | -             | -             | -           | -           | -           | 16     | 0      |
| 2007-2008              | Udinese                | A                      | 4          | 0          | CI              | 5               | 0               | -             | -             | -             | -           | -           | -           | 9      | 0      |
| 2008-2009              | Ancona                 | B                      | 24         | 1          | CI              | 0               | 0               | -             | -             | -             | -           | -           | -           | 24     | 1      |
| 2009-2010              | Udinese                | A                      | 3          | 0          | CI              | 0               | 0               | -             | -             | -             | -           | -           | -           | 3      | 0      |
| Totale Udinese         | Totale Udinese         | Totale Udinese         | 23         | 0          |                 | 5               | 0               |               |               |               |             |             |             | 28     | 0      |
| 2010-2011              | Granada                | SD                     | 34         | 0          | CR              | 1               | 0               | -             | -             | -             | -           | -           | -           | 35     | 0      |
| 2011-2012              | Granada                | PD                     | 35         | 6          | CR              | 2               | 1               | -             | -             | -             | -           | -           | -           | 37     | 7      |
| 2012-2013              | Granada                | PD                     | 35         | 6          | CR              | 1               | 0               | -             | -             | -             | -           | -           | -           | 36     | 6      |
| Totale Granada         | Totale Granada         | Totale Granada         | 104        | 12         |                 | 4               | 1               |               |               |               |             |             |             | 108    | 13     |
| 2013-2014              | Benfica                | PL                     | 18         | 1          | CP+CdL          | 2+3             | 0               | UCL+UEL       | 3+7           | 0             | SP          | 0           | 0           | 33     | 1      |
| 2014-2015              | Atlético Madrid        | PD                     | 25         | 1          | CR              | 4               | 0               | UCL           | 6             | 0             | SS          | 2           | 0           | 37     | 1      |
| 2015-gen. 2016         | Atlético Madrid        | PD                     | 1          | 0          | CR              | 3               | 0               | UCL           | 3             | 0             | -           | -           | -           | 7      | 0      |
| gen.-giu. 2016         | Valencia               | PD                     | 14         | 0          | CR              | 1               | 0               | UCL+UEL       | -             | -             | -           | -           | -           | 15     | 0      |
| 2016-2017              | Valencia               | PD                     | 10         | 0          | CR              | 1               | 0               | -             | -             | -             | -           | -           | -           | 11     | 0      |
| Totale Valencia        | Totale Valencia        | Totale Valencia        | 24         | 0          |                 | 2               | 0               |               | -             | -             |             | -           | -           | 26     | 0      |
| set. 2017              | Atlético Madrid        | PD                     | 0          | 0          | CR              | 0               | 0               | UCL           | 0             | 0             | -           | -           | -           | 0      | 0      |
| Totale Atlético Madrid | Totale Atlético Madrid | Totale Atlético Madrid | 26         | 1          |                 | 7               | 0               |               | 9             | 0             |             | 2           | 0           | 44     | 1      |
| Totale carriera        | Totale carriera        | Totale carriera        | 219        | 15         |                 | 23              | 1               |               | 19            | 0             |             | 2           | 0           | 263    | 16     |

## Palmarès
- Coppa di Lega portoghese: 1

Benfica: 2013-2014
- Campionato portoghese: 1

Benfica: 2013-2014
- Coppa del Portogallo: 1

Benfica: 2013-2014
- Supercoppa di Spagna: 1

Atlético Madrid: 2014